# 오바케의 Q 타로 완완파닉
오바케의 Q 타로 완완파닉(일본어: オバケのQ太郎 ワンワンパニック オバケのきゅうたろう ワンワンパニック[*], 영어: Chubby Cherub)은 1985년, 일본의 반다이가 발행한 게임으로, 오바케의 Q 타로의 파생작이다. 북미에서는 캐릭터가 교체되고 천사의 캐릭터를 조작하는 Chubby Cherub이라는 작품으로 발매된다.